# Pip og papegøje
|  | Denne artikel er oprettet af botten PalnaBot ud fra en ekstern database. Den kan derfor have sproglige fejl eller mangler. Denne skabelon kan fjernes efter kontrol af indholdet. |

Pip og papegøje er en kortfilm fra 2005 instrueret af Natasha Arthy efter manuskript af Kim Fupz Aakeson, Per Nielsen, Natasha Arthy.
Filmen, der er en blanding af realfilm og animation med Peter Frödin i alle voksenroller, bygger på Kim Fupz Aakesons børnebog med samme titel.

## Handling
Tobias' største ønske er at få en fugl, så da han en dag redder en syg spurv, smugler han den med hjem. Den viser sig at være Den Blinde Fe, og som belønning får Tobias et ønske opfyldt. Desværre er Den Blinde Fe virkelig dårlig til at trylle, og Tobias bliver ved en fejl forvandlet til en grøn papegøje og må nu flyve ud i verden. Snart har den onde fuglehandler fanget ham, og det er ikke så heldigt: Hvis ikke Tobias bliver tryllet om, inden der er gået 29 timer, vil han forblive papegøje for evigt. I mellemtiden går Tobias' mor, den forelskede vicevært, Den Blinde Fe og to måger i gang med at lede efter Tobias. Så mon ikke en af dem finder ham i tide.